# Dirk Rehder
Dirk Rehder (* 1962) ist ein ehemaliger deutscher Basketballspieler.

## Leben
Rehders Vater Gerd war Basketballnationalspieler. Dirk Rehder spielte in der Jugend des SC Rist Wedel, mit der er 1979 deutscher B-Jugendmeister wurde, sowie der Herrenmannschaft des SC Rist Wedel. 1979 nahm er mit der bundesdeutschen Kadettennationalmannschaft an der im syrischen Damaskus ausgetragenen Europameisterschaft dieser Altersklasse teil. Er verließ Rist Wedel 1980, um zum Hamburger TB zu wechseln, für den er in der Saison 1980/81 in der Basketball-Bundesliga spielte. Folgende Stationen des 1,85 Meter großen Flügelspielers, der auch zu Einsätzen in der Bundeswehr-Nationalmannschaft kam, waren der OSC Bremerhaven, TV Ibbenbüren sowie MTV Wolfenbüttel. 1987 wechselte Rehder innerhalb der 2. Basketball-Bundesliga von Wolfenbüttel nach Wedel zurück, musste aber bis Dezember 1987 aussetzen, da sich die beiden Vereine nicht auf eine Ablösesumme einigen konnten. In der Saison 87/88 erreichte er mit Rist Wedel die Vorschlussrunde im DBB-Pokal (im Halbfinale gegen Bundesligist BG Steiner-Optik Bayreuth traf er sieben Dreipunktwürfe und erzielte insgesamt 26 Punkte) und wurde Zweitligavizemeister. Er spielte bis 1989 für Wedel in der zweiten Liga, später war er gemeinsam mit Christian Pauk Manager des Zweitligisten. Rehder spielte Mitte der 1990er Jahre noch für die zweite Wedeler Herrenmannschaft in der 2. Regionalliga. Sein Sohn Lukas schaffte es im American Football zum Erstligaspieler.